# Network Voice Protocol

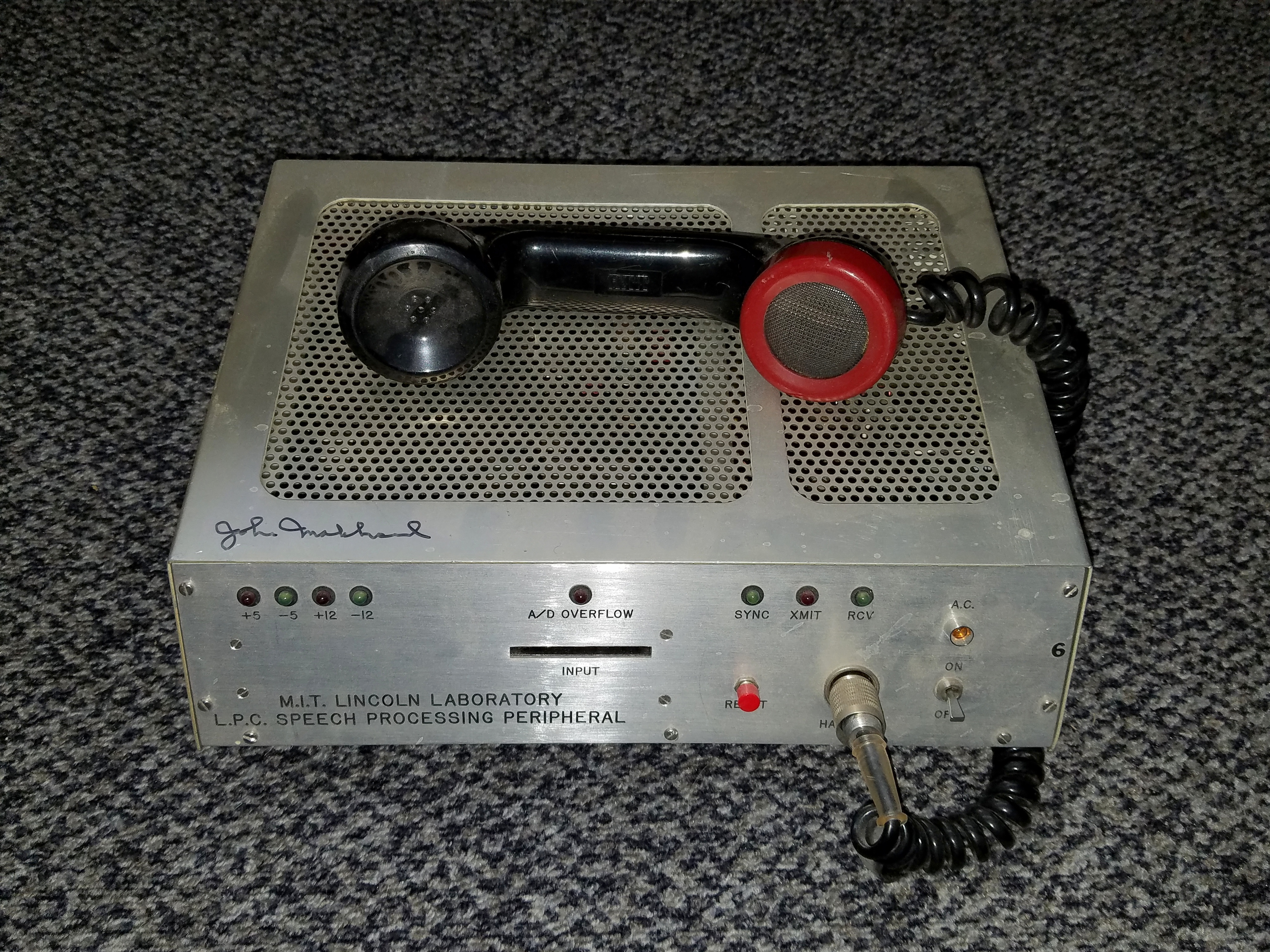
Telefono autografato da John Makhoul, uno dei creatori del protocollo

Network Voice Protocol (NVP) è un protocollo di rete sviluppato nel 1973 per la trasmissione in tempo reale della voce tramite ARPANET. È considerato l'antenato del Voice over IP.